# یان-ویلم فان اسخیپ
یان-ویلم فان اسخیپ (هلندی: Jan-Willem van Schip؛ زادهٔ ۲۰ اوت ۱۹۹۴) دوچرخه‌سوار اهل هلند است.
از باشگاه‌هایی که در آن رکاب زده‌است می‌توان به تیم دوچرخه‌سواری کوگا، دلتا سایکلینگ روتردام، و تیم دوچرخه‌سواری رومپوت–ندرلانسه لوتری اشاره کرد.
وی در مسابقات کشوری و بین‌المللی در مجموع برندهٔ ۲ مدال نقره شده‌است.